# George Stevenson (homme politique britannique)
Pour les articles homonymes, voir George Stevenson.
George William Stevenson (né le 30 août 1938) est un homme politique du Parti travailliste au Royaume-Uni.

## Biographie
En 1984, il est élu député européen pour le Staffordshire East. Il est élu député de Stoke-on-Trent-Sud aux élections générales de 1992. Il démissionne du Parlement européen en 1994 et quitte le Parlement britannique aux élections générales de 2005. Il est remplacé comme député de Stoke-on-Trent (Sud) par Robert Flello du Parti travailliste.
Il est auparavant chef adjoint du conseil municipal de Stoke-on-Trent. En 2002, Stevenson se présente pour le Parti travailliste lors de la première élection pour un maire directement élu pour Stoke-on-Trent, perdant face au candidat indépendant Mike Wolfe, un ancien membre du Parti travailliste.